# Музей „Градски бит на Русе“
Къща музей „Градски бит на Русе“, популярна като Къщата на Калиопа, заема сграда, построена през 1864 г. В нея се е помещавало консулството на Прусия.
Според предание къщата е била подарена на хубавата Калиопа (Катерина Калиш), съпруга на пруския консул Морис Калиш, от влюбения в нея управител на Дунавския вилает Мидхат паша.
Фасадата е оформена в стила на Леванта, не характерен за региона. Стенописите на горния етаж са изработени през 1896 г. от австриеца Шауесберг. Експозицията представя ролята на град Русе като врата към Европа и навлизането на европейската градска култура в България в края на 19 и началото на 20 век. Показани са примерни интериори на гостна, всекидневна, музикален салон и спалня, с мебели от Виена, както и колекции от градско облекло, от накити и други аксесоари, сребърни прибори и порцелан, които бележат промените, настъпили във всекидневието на русенци. Тук може да се види и първият роял, внесен в България от Виена.